# Département de La Paz (Entre Ríos)
Pour les articles homonymes, voir Département de La Paz.
Le département de La Paz est une des 17 subdivisions de la province d'Entre Ríos, en Argentine. Son chef-lieu est la ville de La Paz.
Le département a une superficie de 6 300 km2. Sa population s'élevait à 66 158 habitants au recensement de 2001.

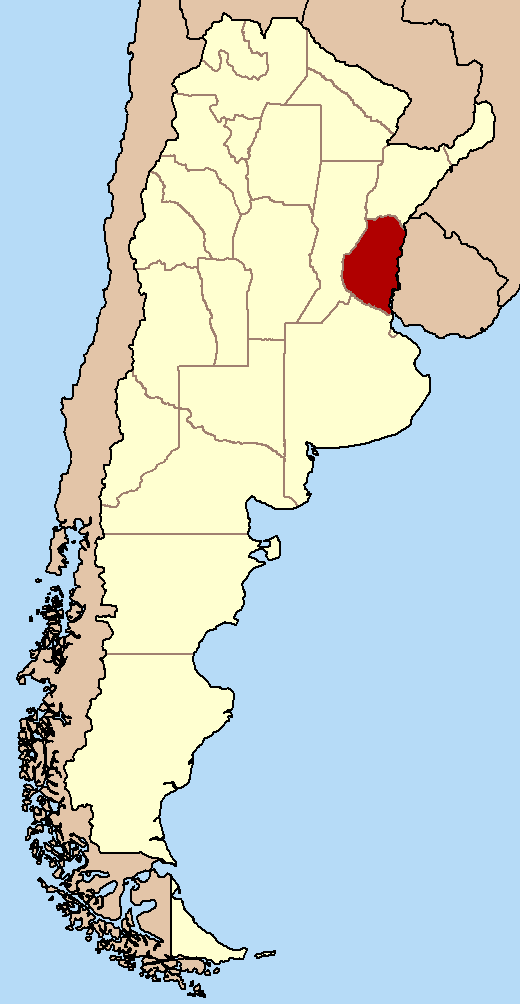
Localisation de la province d'Entre Ríos en Argentine.

## Villes et localités
- Colonia Avigdor
- La Paz, chef-lieu
- San Gustavo